# Supercoppa di Cina 2024
La Supercoppa di Cina 2024 è la diciannovesima edizione della Supercoppa di Cina.
Si svolge il 25 febbraio 2024 allo stadio Hongkou di Shanghai tra lo Shanghai Haigang, vincitore della Chinese Super League, e lo Shanghai Shenhua, vincitore della Coppa di Cina.

## Partecipanti
| Squadre          | Qualificazione                     | Partecipazioni precedenti (il grassetto indica la vittoria) |
| ---------------- | ---------------------------------- | ----------------------------------------------------------- |
| Shanghai Haigang | Vincitore della Super League 2023  | 1 (2019)                                                    |
| Shanghai Shenhua | Vincitore della Coppa di Cina 2023 | 5 (1995, 1998, 2001, 2003, 2018)                            |

## Tabellino
| Arbitro: | Li Haixin |

|  |           |                   |
|  | Marcatori | Cephas Malele 55’ |

| Shanghai Port | Shanghai Shenhua |

|                 |    |               |          |     |
|                 |    |               |          |     |
| P               | 1  | Yan Junling   |          |     |
| D               | 4  | Wang Shenchao |          | 81’ |
| D               | 5  | Zhang Linpeng | 18’      |     |
| D               | 2  | Li Ang        |          |     |
| D               | 32 | Li Shuai      |          |     |
| C               | 16 | Xu Xin        |          | 72’ |
| C               | 8  | Oscar         |          |     |
| C               | 22 | Matheus Jussa | 49’, 86’ |     |
| A               | 7  | Wu Lei        |          |     |
| A               | 10 | Matías Vargas |          | 73’ |
| A               | 11 | Lü Wenjun     |          | 73’ |
| A disposizione: |    |               |          |     |
| P               | 12 | Chen Wei      |          |     |
| P               | 25 | Du Jia        |          |     |
| D               | 13 | Wei Zhen      |          |     |
| D               | 19 | Wang Zhen'ao  |          | 81’ |
| D               | 20 | Yang Shiyuan  |          | 72’ |
| D               | 28 | He Guan       |          |     |
| D               | 37 | Chen Xuhuang  |          |     |
| C               | 38 | Li Deming     |          |     |
| A               | 17 | Will Donkin   |          |     |
| A               | 27 | Feng Jin      |          | 73’ |
| A               | 33 | Liu Zhurun    |          |     |
| A               | 45 | Liu Xiaolong  |          | 73’ |
| Allenatore:     |    |               |          |     |
| Kevin Muscat    |    |               |          |     |

|                 |    |                      |     |       |
|                 |    |                      |     |       |
| P               | 30 | Bao Yaxiong          |     |       |
| D               | 13 | Wilson Manafá        |     |       |
| D               | 5  | Zhu Chenjie          |     |       |
| D               | 3  | Jin Shunkai          | 49’ | 72’   |
| D               | 16 | Yang Zexiang         | 74’ |       |
| C               | 10 | João Carlos Teixeira |     |       |
| C               | 6  | Ibrahim Amadou       |     |       |
| C               | 20 | Yu Hanchao           | 58’ | 72’   |
| C               | 9  | André Luís           |     | 90+5’ |
| C               | 7  | Xu Haoyang           |     | 57’   |
| A               | 11 | Cephas Malele        |     |       |
| A disposizione: |    |                      |     |       |
| P               | 1  | Ma Zhen              |     |       |
| D               | 4  | Jiang Shenglong      |     | 72’   |
| D               | 22 | Jin Yangyang         |     |       |
| D               | 32 | Eddy Francis         |     |       |
| C               | 14 | Xie Pengfei          |     | 72’   |
| C               | 15 | Wu Xi                |     | 57’   |
| C               | 17 | Gao Tianyi           |     | 90+5’ |
| C               | 28 | Cao Yunding          |     |       |
| C               | 33 | Wang Haijian         |     |       |
| C               | 39 | Liu Yujie            |     |       |
| A               | 29 | Zhou Junchen         |     |       |
| A               | 36 | Fei Ernanduo         |     |       |
| Allenatore:     |    |                      |     |       |
| Leonid Sluckij  |    |                      |     |       |